# Joan Mir
Joan Mir Mayrata (* 1. September 1997 in Palma) ist ein spanischer Motorradrennfahrer, der derzeit in der MotoGP-Klasse der Motorrad-Weltmeisterschaft beim Repsol Honda Team an den Start geht. Er wurde 2017 Weltmeister in der Moto3-Klasse und 2020 Weltmeister der MotoGP-Klasse.

## Karriere

### Anfangsjahre
Bevor er in die Weltmeisterschaft wechselte, fuhr Mir von 2013 bis 2014 im Red Bull MotoGP Rookies Cup und beendete die 2014er Saison als Zweiter in der Gesamtwertung hinter seinem Landsmann Jorge Martín. 2015 fuhr er in der CEV Moto3 Junioren-Weltmeisterschaft und schloss die Saison mit dem vierten Gesamtrang ab.

### Moto3-Klasse
2015 gab Mir sein Debüt beim Großen Preis von Australien auf Phillip Island im Leopard Racing Team von Stefan Kiefer als Ersatzfahrer für Hiroki Ono.
2016 fuhr Joan Mir seine erste vollständige Saison in der Moto3-Klasse mit Leopard Racing an der Seite von Fabio Quartararo und Andrea Locatelli. Sein erstes Podium und sogleich seinen ersten Sieg errang er beim Großen Preis von Österreich auf dem Red Bull Ring. Er schloss die Saison mit dem fünften Gesamtrang und somit als bester Rookie ab.
2017 wechselte sein Team Leopard Racing zurück zu Honda. Nach 14 Rennen errang Mir mit acht ersten Plätzen den Rekord für die meisten Siege pro Saison in der Moto3. Beim Großen Preis von Australien, zwei Rennen vor dem Ende der Saison, gewann er den WM-Titel.

### Moto2-Klasse
Zur Saison 2018 wechselte Joan Mir in die Moto2-Klasse. Er wurde bei Estrella Galicia 0,0 Marc VDS Teamkollege von Álex Márquez. Die Saison verlief für einen Neuling in der Klasse erfolgreich, am Ende der Saison wurde er sechster in WM-Wertung und wurde je zweimal Zweiter und Dritter und war damit der erfolgreichste Rookie des Jahres.

### MotoGP-Klasse
2019 wechselte Mir nach nur einem Jahr in der Moto2-Klasse in die MotoGP-Klasse ins Suzuki-Werksteam Team Suzuki Ecstar. Mit regelmäßigen Platzierungen unter den besten zehn schloss er seine erste Saison in der Königsklasse des Motorradsports auf dem zwölften WM-Rang ab.
Auch 2020 ging Joan Mir – wie im Vorjahr zusammen mit seinem Landsmann Álex Rins – in der MotoGP-Klasse für Suzuki an den Start. Am 8. November 2020 gelang ihm beim Großen Preis von Europa auf dem Circuit Ricardo Tormo nahe Valencia vor Rins und Pol Espargaró (KTM) sein erster MotoGP-Rennsieg. Beim folgenden Großen Preis von Valencia auf selbiger Strecke gewann er eine Woche später vorzeitig den WM-Titel in der MotoGP-Klasse. Durch diesen Erfolg wurde Mir zum ersten Moto3-Weltmeister, der auch in der MotoGP den Titel errang.

## Statistik

### Erfolge
- 2016 – Moto3-Rookie of the Year auf KTM
- 2017 – Moto3-Weltmeister auf Honda
- 2018 – Moto2-Rookie of the Year auf Kalex
- 2020 – MotoGP-Weltmeister auf Suzuki
- 12 Grand-Prix-Siege

### In der Motorrad-Weltmeisterschaft
(Stand: Großer Preis von Österreich, 17. August 2025)
| Saison | Klasse | Team                          | Motorrad | Rennen | Siege | Zweiter | Dritter | Poles | Schn. Runden | Punkte | Ergebnis    |
| ------ | ------ | ----------------------------- | -------- | ------ | ----- | ------- | ------- | ----- | ------------ | ------ | ----------- |
| 2015   | Moto3  | Leopard Racing                | Honda    | 1      | –     | –       | –       | –     | –            | –      | –           |
| 2016   | Moto3  | Leopard Racing                | KTM      | 18     | 1     | 1       | 1       | 1     | 2            | 144    | 5.          |
| 2017   | Moto3  | Leopard Racing                | Honda    | 18     | 10    | 2       | 1       | 1     | 3            | 341    | Weltmeister |
| 2018   | Moto2  | Estrella Galicia 0,0 Marc VDS | Kalex    | 18     | –     | 2       | 2       | –     | 1            | 155    | 6.          |
| 2019   | MotoGP | Team Suzuki Ecstar            | Suzuki   | 17     | –     | –       | –       | –     | –            | 92     | 12.         |
| 2020   | MotoGP | Team Suzuki Ecstar            | Suzuki   | 14     | 1     | 3       | 3       | –     | –            | 171    | Weltmeister |
| 2021   | MotoGP | Team Suzuki Ecstar            | Suzuki   | 18     | –     | 2       | 4       | –     | 1            | 208    | 3.          |
| 2022   | MotoGP | Team Suzuki Ecstar            | Suzuki   | 16     | –     | –       | –       | –     | –            | 87     | 15.         |
| 2023   | MotoGP | Repsol Honda Team             | Honda    | 15     | –     | –       | –       | –     | –            | 26     | 22.         |
| 2024   | MotoGP | Repsol Honda Team             | Honda    | 19     | –     | –       | –       | –     | –            | 21     | 21.         |
| 2025   | MotoGP | Honda HRC Castrol             | Honda    | 13     | –     | –       | –       | –     | –            | 42     | 18.         |
| Gesamt | Gesamt | Gesamt                        | Gesamt   | 167    | 12    | 10      | 11      | 2     | 7            | 1287   | 2 WM-Titel  |

Grand-Prix-Siege
| Saison | Klasse | Rennen                                                                                                  |
| ------ | ------ | --- |
| 2016   | Moto3  | Osterreich                                                                                              |
| 2017   | Moto3  | Katar Argentinien Frankreich Katalonien Deutschland Tschechien Osterreich Aragonien Australien Malaysia |
| 2020   | MotoGP | Europa                                                                                                  |

Einzelergebnisse
| Saison | 1        | 2           | 3           | 4          | 5          | 6          | 7                      | 8              | 9           | 10                     | 11          | 12                     | 13         | 14             | 15         | 16             | 17         | 18             | 19         | 20       | 21       | 22       |
| ------ | -------- | ----------- | ----------- | ---------- | ---------- | ---------- | ---------------------- | -------------- | ----------- | ---------------------- | ----------- | ---------------------- | ---------- | -------------- | ---------- | -------------- | ---------- | -------------- | ---------- | -------- | -------- | -------- |
| 2015   | Katar    | USA-Texas   | Argentinien | Spanien    | Frankreich | Italien    | Katalonien             | Niederlande    | Deutschland |                        | Tschechien  | Vereinigtes Konigreich | San Marino | Aragonien      | Japan      | Australien     | Malaysia   | \|\| \|\|      |            |          |          |          |
| 2015   |          |             |             |            |            |            |                        |                |             |                        |             |                        |            |                | DNF        |                |            |                |            |          |          |          |
| 2016   | Katar    | Argentinien | USA-Texas   | Spanien    | Frankreich | Italien    | Katalonien             | Niederlande    | Deutschland | Osterreich             | Tschechien  | Vereinigtes Konigreich | San Marino | Aragonien      | Japan      | Australien     | Malaysia   | \|\| \|\|      |            |          |          |          |
| 2016   | 12       | 5           | DNF         | 6          | 25         | 7          | 8                      | 8              | DNF         | 1                      | 8           | 9                      | 3          | 5              | 9          | DNF            | DNF        | 2              |            |          |          |          |
| 2017   | Katar    | Argentinien | USA-Texas   | Spanien    | Frankreich | Italien    | Katalonien             | Niederlande    | Deutschland | Tschechien             | Osterreich  | Vereinigtes Konigreich | San Marino | Aragonien      | Japan      | Australien     | Malaysia   | \|\| \|\| \|\| |            |          |          |          |
| 2017   | 1        | 1           | 8           | 3          | 1          | 7          | 1                      | 9              | 1           | 1                      | 1           | 5                      | 2          | 1              | 17         | 1              | 1          | 2              |            |          |          |          |
| 2018   | Katar    | Argentinien | USA-Texas   | Spanien    | Frankreich | Italien    | Katalonien             | Niederlande    | Deutschland | Tschechien             | Osterreich  | Vereinigtes Konigreich | San Marino | Aragonien      | Thailand   | Japan          | Australien | Malaysia       | \|\| \|\|  |          |          |          |
| 2018   | 11       | 7           | 4           | 11         | 3          | 3          | DNF                    | 5              | 2           | DNF                    | 8           | C                      | 5          | 6              | DNF        | 11             | 2          | 10             | DNF        |          |          |          |
| 2019   | Katar    | Argentinien | USA-Texas   | Spanien    | Frankreich | Italien    | Katalonien             | Niederlande    | Deutschland | Tschechien             | Osterreich  | Vereinigtes Konigreich | San Marino | Aragonien      | Thailand   | Japan          | Australien | Malaysia       | \|\| \|\|  |          |          |          |
| 2019   | 8        | DNF         | 17          | DNF        | 16         | 12         | 6                      | 8              | 7           | DNF                    |             |                        | 8          | 14             | 7          | 8              | 5          | 10             | 7          |          |          |          |
| 2020   | Katar    | Spanien     | Andalusien  | Tschechien | Osterreich | Steiermark | San Marino             | Emilia-Romagna | Katalonien  | Frankreich             | Aragonien   |                        | Europa     | Valencia       | \|\| \|\|  |                |            |                |            |          |          |          |
| 2020   | C        | DNF         | 5           | DNF        | 2          | 4          | 3                      | 2              | 2           | 11                     | 3           | 3                      | 1          | 7              | DNF        |                |            |                |            |          |          |          |
| 2021   | Katar    | Katar       | Portugal    | Spanien    | Frankreich | Italien    | Katalonien             | Deutschland    | Niederlande | Steiermark             | Osterreich  | Vereinigtes Konigreich | Aragonien  | San Marino     | USA-Texas  | Emilia-Romagna | Portugal   | \|\| \|\| \|\| |            |          |          |          |
| 2021   | 4        | 7           | 3           | 5          | DNF        | 3          | 4                      | 9              | 3           | 2                      | 4           | 9                      | 3          | 6              | 8          | DNF            | 2          | 4              |            |          |          |          |
| 2022   | Katar    | Indonesien  | Argentinien | USA-Texas  | Portugal   | Spanien    | Frankreich             | Italien        | Katalonien  | Deutschland            | Niederlande | Vereinigtes Konigreich | Osterreich | San Marino     | Aragonien  | Japan          | Thailand   | Australien     | Malaysia   | \|\|     |          |          |
| 2022   | 6        | 6           | 4           | 4          | DNF        | 6          | DNF                    | DNF            | 4           | DNF                    | 8           | DNF                    | DNF        |                | DNS        |                |            | 18             | 19         | 6        |          |          |
| 2023   | Portugal | Argentinien | USA-Texas   | Spanien    | Frankreich | Italien    | Deutschland            | Niederlande    | Kasachstan  | Vereinigtes Konigreich | Osterreich  | Katalonien             | San Marino | Indien         | Japan      | Indonesien     | Australien | Thailand       | Malaysia   | Katar    | Valencia |          |
| 2023   | 11       | DNS         | DNF         | DNF        | DNF        | DNS        |                        |                | C           | DNF                    | DNF         | 17                     | DNF        | 5              | 12         | DNF            | DNF        | 12             | DNF        | 14       | DNS      |          |
| 2024   | Katar    | Portugal    | USA-Texas   | Spanien    | Frankreich | Katalonien | Italien                | Niederlande    | Deutschland | Vereinigtes Konigreich | Osterreich  | Aragonien              | San Marino | Emilia-Romagna | Indonesien | Japan          | Australien | Thailand       | Malaysia   | \|\|     |          |          |
| 2024   | 13       | 12          | DNF         | 129        | DNF        | 15         | DNF                    | DNF            | 18          | DNF                    | 17          | 14                     | WD         | 11             | DNF        | DNF            | DNF        | 15             | DNF        | DNF      |          |          |
| 2025   | Thailand | Argentinien | USA-Texas   | Katar      | Spanien    | Frankreich | Vereinigtes Konigreich | Aragonien      | Italien     | Niederlande            | Deutschland | Tschechien             | Osterreich | Ungarn         | Katalonien | San Marino     | Japan      | Indonesien     | Australien | Malaysia | Portugal | Valencia |
| 2025   | DNF9     | 98          | DNF         | DNF        | DNF9       | DNF9       | 10                     | 7              | 11          | DNF                    | DNF         | DNF                    | 6          |                |            |                |            |                |            |          |          |          |

| Legende  | Legende            | Legende                                                          |
| Farbe    | Abkürzung          | Bedeutung                                                        |
| -------- | ------------------ | ---------------------------------------------------------------- |
| Gold     | –                  | Sieg                                                             |
| Silber   | –                  | 2. Platz                                                         |
| Bronze   | –                  | 3. Platz                                                         |
| Grün     | –                  | Platzierung in den Punkten                                       |
| Blau     | –                  | Klassifiziert außerhalb der Punkteränge                          |
| Violett  | DNF                | Rennen nicht beendet (did not finish)                            |
| Violett  | NC                 | nicht klassifiziert (not classified)                             |
| Rot      | DNQ                | nicht qualifiziert (did not qualify)                             |
| Rot      | DNPQ               | in Vorqualifikation gescheitert (did not pre-qualify)            |
| Schwarz  | DSQ                | disqualifiziert (disqualified)                                   |
| Weiß     | DNS                | nicht am Start (did not start)                                   |
| Weiß     | WD                 | zurückgezogen (withdrawn)                                        |
| Hellblau | PO                 | nur am Training teilgenommen (practiced only)                    |
| Hellblau | TD                 | Freitags-Testfahrer (test driver)                                |
| ohne     | DNP                | nicht am Training teilgenommen (did not practice)                |
| ohne     | INJ                | verletzt oder krank (injured)                                    |
| ohne     | EX                 | ausgeschlossen (excluded)                                        |
| ohne     | DNA                | nicht erschienen (did not arrive)                                |
| ohne     | C                  | Rennen abgesagt (cancelled)                                      |
| ohne     | keine WM-Teilnahme |                                                                  |
| sonstige | P/fett             | Pole-Position                                                    |
| sonstige | 1/2/3/4/5/6/7/8    | Punktplatzierung im Sprint-/Qualifikationsrennen                 |
| sonstige | SR/kursiv          | Schnellste Rennrunde                                             |
| sonstige | *                  | nicht im Ziel, aufgrund der zurückgelegten Distanz aber gewertet |
| sonstige | ()                 | Streichresultate                                                 |
| sonstige | unterstrichen      | Führender in der Gesamtwertung                                   |

Rekorde in der Motorrad-Weltmeisterschaft
- klassenübergreifend
  - erster Moto3-Weltmeister, der MotoGP-Weltmeister wurde (2020)